# Breznica pod Lubnikom
Breznica pod Lubnikom este o localitate din comuna Škofja Loka, Slovenia, cu o populație de 42 de locuitori.